# Reichsamt für Elsaß-Lothringen

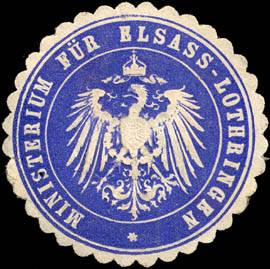
Siegelmarke Ministerium für Elsass-Lothringen

Das Reichsamt für Elsaß-Lothringen war ein Reichsamt im Deutschen Kaiserreich, das als Exekutive unter dem Kaiserlichen Statthalter für die Verwaltung des Reichslandes Elsaß-Lothringen verantwortlich war. Es hatte seinen Sitz in Straßburg. Den Vorsitz führte ein Staatssekretär (entspricht heute einem Minister).

## Angliederung
Mit Kabinettsorder vom 14. August 1870 wurde zunächst das Generalgouvernement Elsaß errichtet, dem wenig später die lothringischen Gebiete angegliedert wurden. Generalgouverneur wurde der General der Kavallerie Friedrich Alexander von Bismarck-Bohlen. Am 6. September 1871 löste ihn der Oberpräsident Eduard von Moeller ab, der eine Provinzialverwaltung nach preußischem Muster mit Sitz in Straßburg aufbaute. Die übergreifende ministerielle Tätigkeit wurde durch den Reichskanzler, speziell die Abteilung III des Reichskanzleramtes unter Leitung des Unterstaatssekretärs Karl Joseph Benjamin Herzog, ausgeübt. Diese Abteilung wurde am 1. Juli 1876 ausgegliedert und unter gleicher Leitung zu einem eigenständigen Reichsamt für Elsaß-Lothringen umgegliedert.

## Endgültige Regelung
Nachdem Elsaß-Lothringen am 1. Oktober 1879 direkt dem Deutschen Kaiser unterstellt worden war, wurde die Provinzialverwaltung in ein Reichsamt unter der Leitung eines Staatssekretärs in Straßburg umgewandelt. Es gliederte sich in die Abteilung des Innern, die Abteilung für Justiz und Kultus und die Abteilung für Finanzen, Landwirtschaft und Domänen. Geleitet wurden die drei Abteilungen von jeweils einem Unterstaatssekretär (entspricht heute einem Staatssekretär).
Zugleich wurde der Oberpräsident von Moeller abgelöst und das neue Amt des Kaiserlichen Statthalters geschaffen. Als Ständigem Vertreter des Deutschen Kaisers wurden ihm alle landesherrlichen Befugnisse übertragen.

## Loslösung vom Reich
Am 11. November 1918 erklärte sich der Landtag Elsaß-Lothringens zum Nationalrat und damit zur alleinigen Autorität des Reichslandes. Einen Tag später wurde ein souveränes Elsaß-Lothringen ausgerufen, es übernahm damit alle Aufgaben des Ministeriums und des Reichsstatthalters. Später wurde Elsaß-Lothringen wieder ein Teil Frankreichs.

## Liste der Staatssekretäre
| Name                            | von             | bis             | Anmerkung |
| ------------------------------- | --------------- | --------------- | --- |
| Karl Joseph Benjamin Herzog     | 1. Oktober 1879 | 9. Juli 1880    | Hatte Probleme mit dem Statthalter Edwin von Manteuffel, so dass er das Amt nur kurzzeitig ausübte.                                                                   |
| Karl von Hofmann                | 1. Oktober 1880 | 1. April 1887   | Wurde per Erlass vom 1. April 1887 in den Ruhestand versetzt. Er übernahm nach dem Tod Manteuffels ab 1885 kommissarisch die Geschäfte des Statthalters.              |
| Maximilian von Puttkamer        | 1889            | Mitte Juli 1901 | Wurde während seiner Amtszeit 1890 mit dem Sterns zum Kronenorden 2. Klasse dekoriert.                                                                                |
| Ernst Matthias von Köller       | August 1901     | 1908            | Ihm wurde am Ende seiner Amtszeit am 31. August 1908 der hohe Orden vom Schwarzen Adler verliehen.                                                                    |
| Hugo Zorn von Bulach            | 1908            | 1913/1914       | Er war seit 1895 Unterstaatssekretär für Landwirtschaft im reichsländischen Ministerium und wurde von Kaiser Wilhelm II. zum Burghauptmann der Hohkönigsburg ernannt. |
| Siegfried von Roedern           | 1914            | Juni 1916       | Er wurde Anfang Juni 1916 als Nachfolger von Karl Helfferich an die Spitze des Reichsschatzamtes berufen.                                                             |
| Georg von Tschammer und Quaritz | Mai/Juni 1916   | Oktober 1918    | Er wurde nach seiner Abberufung am 18. Oktober durch den Straßburger Bürgermeister Karl Hauss abgelöst.                                                               |
| Karl Hauss                      | Oktober 1918    | 1918            | War der letzte Staatssekretär. |